# 6over4
6over4 est un mécanisme de transition vers IPv6 destiné à transmettre des paquets entre nœuds dual-stack sur un réseau IPv4 avec multicast. IPv4 est utilisé comme une couche de liaison de données virtuelles (Ethernet virtuel) sur laquelle IPv6 peut être utilisé.

## Fonctionnement
6over4 définit une méthode simple pour générer une adresse IPv6 de liaison locale (link-local) à partir d'une adresse IPv4 et un mécanisme pour du Neighbor Discovery sur de l'IPv4.

### Génération des adresses locales
N'importe quel hôte souhaitant participer à un réseau 6over4 peut installer une interface réseau virtuelle en IPv6. L'adresse locale est déterminée comme suit :
- elle commence avec fe80:0000:0000:0000:0000:0000, ou fe80::/96 en plus court,
- Les bits 32 d'ordre inférieur à la valeur binaire doivent être ceux de l'adresse IPv4 de l'hôte.

Par exemple, l'hôte 192.0.2.142 utiliserait fe80:0000:0000:0000:0000:0000:c000:028e comme son IPv6 locale (192.0.2.142 est c000028e en notation hexadécimale). Une notation raccourcie serait fe80::c000:028e.

### Cartographie d'adressesmulticast
Pour effectuer du Neighbor Discovery via ICMPv6, le multicast doit être utilisé. Tout paquet multicast IPv6 est encapsulé dans un paquet multicast IPv4 avec la destination 239.192.x.y, où x et y sont l'avant-dernier et le dernier octet de l'adresse IPv6 multicast respectivement.

#### Exemples
- Multicast entre tous les nœuds (ff02::1) - 239.192.0.1
- Multicast entre tous les routeurs (ff02::2) - 239.192.0.2
- Multicast du nœuds sollicité pour fe80::c000:028e (l'adresse locale est 192.0.2.142) - 239.192.2.142

### Neighbor Discovery
Étant donnés une adresse locale et un mappage d'adresses de multicast, une hôte peut utiliser ICMPv6 pour découvrir ses voisins et routeurs sur le local-link et, habituellement, effectuer une auto-configuration sans effort.

## Limites de 6over4
6over4 s'appuie sur la disponibilité de multicast IPv4 qui n'est pas très supporté dans les infrastructures de réseau IPv4. 6over4 est d'une utilisation limitée et n'est pas pris en charge par les systèmes d'exploitation les plus récents.
Pour connecter des hôtes IPv6 sur différents liens physiques, le routage multicast IPv4 doit être activé sur les routeurs qui connectent les liens.
ISATAP est une alternative plus complexe à 6over4 qui ne dépend pas du multicast IPv4.